# Cambuí
Cambuí is een gemeente in de Braziliaanse deelstaat Minas Gerais. De gemeente telt 26.365 inwoners (schatting 2009).

## Aangrenzende gemeenten
De gemeente grenst aan Bom Repouso, Camanducaia, Consolação, Córrego do Bom Jesus, Estiva, Itapeva, Munhoz en Senador Amaral.